# Weiss Izsák
Weiss Izsák (R. Isaac b. Isaiah Issachar Beer Weiss) (Pozsony, 1874. (más forrás szerint 1877) – Lublin mellett, 1942.) rabbi és író, a holokauszt áldozata. 

## Élete
A híres pozsonyi jesiván Sévet Szófer növendéke volt. 1894-ben megválasztották a pozsonyi sabbat-egyesület rabbijává, majd ugyanabban az évben oroszvári (Karlburg) főrabbi lett. 1925 óta a verbói hitközség dajanja haláláig. 
Munkatársa volt több teológiai folyóiratnak.

## Művei
- Sziach Jicchák. Responzumok több kötetben.
- Avné bész hajócer. 1900, amely nélkülözhetetlen segédkönyve minden zsidó genealógusnak.